# Байма (народ)
Народность байма (кит. трад. 白馬人, упр. 白马人, пиньинь Báimǎ rén, буквально «народ белой лошади») — подгруппа тибетцев, проживающая на юго-востоке провинции Ганьсу (уезд Вэньсянь) и северо-западе провинции Сычуань (уезды Пинъу и Цзючжайгоу).
Предполагается, что байма являются потомками племён ди, которые после того, как Сонгцэн Гампо создал сильное тибетское государство, постепенно стали частью тибетцев. Они говорят на языке байма, а в религии сохраняют древние поклонения природе и тотемам.
Ди, предки байма, по одной из версий, были прототибетцами, по другой версии — древними монголами.